# Мартышачий
Мартышачий — посёлок в Спасском районе Татарстана. Входит в состав Антоновского сельского поселения.

## География
Находится в юго-западной части Татарстана на расстоянии приблизительно 27 км по прямой на восток по прямой от районного центра города Болгар на автомобильной дороге Болгар-Базарные Матаки.

## История
Основан в 1925 году.

## Население
Постоянных жителей было: в 1938 — 66, в 1949 — 107, в 1958 — 228, в 1970 — 132, в 1979 — 87, в 1989 — 58, в 2002 — 53 (русские 90 %), 42 — в 2010.